# サタデー・ナイト・メイン・イベント
『サタデー・ナイト・メイン・イベント』 (Saturday Night's Main Event) は、アメリカ合衆国のプロレス団体WWEが年に数回放送しているテレビ番組の一つである。
NBCで放送されていたバラエティ番組である『サタデー・ナイト・ライブ』の後番組として1985年5月10日に初収録され、高視聴率を得た。その後年に数回、合計31回開催されたが1992年10月27日を区切りに休止。2006年3月18日にアメリカミシガン州デトロイトで14年ぶりに復活。WrestleMania 22直前のスペシャル大会としてRAW、SmackDown!で共催された。2007年にも引き続き開催されることが決定している。2024年12月からはPLEではなくアメリカ地上波NBCの特別番組として放映。会場も80～90年代前半のWWF時代を可能な限り再現した番組構成とセットが特徴である。また、2025年1月現在では6月と7月に開催を予定している。

## 試合結果

### 第31回大会（1992年）Saturday Night's Main Event XXXI
- 開催日 : 10月27日
- 開催場所 : アメリカインディアナ州テレホートのハルマン・センター（Hullman Center）
- 観客動員数 : ？人

- WWFタッグ王座戦 -WWF Tag Team Championship-

○ジ・アルティメット・マニアックス（アルティメット・ウォリアー＆ランディ・サベージ）（c） vs マネーインク（テッド・デビアス＆アーウィン・R・シャイスター）●
- ○ブレット・ハート vs パパ・シャンゴ●

- WWFインターコンチネンタル王座戦 -WWF Intercontinental Championship-

●ブリティッシュ・ブルドッグ（c） vs ショーン・マイケルズ○

### 第32回大会（2006年）Saturday Night's Main Event XXXII
- 開催日 : 3月18日
- 開催場所 : アメリカミシガン州デトロイトのCobo Hall
- 観客動員数 : ？人

- △ブギーマン vs ブッカー・T△

(ブッカー・Tが膝の怪我と嘘をついて中止)
- ストリート・ファイト戦 -Street Fight Match-

○シェイン・マクマホン vs ショーン・マイケルズ●
- ○トリッシュ・ストラタス＆ミッキー・ジェームス vs キャンディス・ミシェル＆ビクトリア●

- ビール早飲み対決 -Beer Drinking Contest-

○"ストーンコールド" スティーブ・オースチン vs ジョン・"ブラッドショー"・レイフィールド●
- ハンディキャップ戦 -Handicap Match-

○ジョン・シナ＆トリプルH vs カート・アングル＆ランディ・オートン＆レイ・ミステリオ●

### 第33回大会（2006年）Saturday Night's Main Event XXXIII
- 開催日 : 7月15日
- 開催場所 : アメリカテキサス州ダラスのAmerican Airlines Center
- 観客動員数 : ？人

- ○レイ・ミステリオ＆バティスタ＆ボビー・ラシュリー vs キング・ブッカー＆マーク・ヘンリー＆フィンレー（w/ ウィリアム・リーガル＆シャメール）●
  - この試合でマーク・ヘンリーが負傷した為、グレート・アメリカン・バッシュでのバティスタの対戦相手はMr.ケネディに変更された

- ○トリッシュ・ストラタス＆カリート vs メリーナ＆ジョニー・ナイトロ●

- エリミネーション戦 -Elimination Match-

○D-ジェネレーションX（トリプルH＆ショーン・マイケルズ） vs スピリット応援団（ケニー＆ジョニー＆ニッキー＆マイキー＆ミッチ）●
| 退場順   | スーパースター                  | チーム              | 退場させたスーパースター |
| 1        | ミッチ                          | スピリット応援団    | ショーン・マイケルズ     |
| 2        | ジョニー                        | スピリット応援団    | トリプルH                |
| 3        | マイキー                        | スピリット応援団    | トリプルH                |
| 4        | ニッキー                        | スピリット応援団    | トリプルH                |
| 5        | ケニー                          | スピリット応援団    | トリプルH                |
| 勝ち残り | トリプルH、ショーン・マイケルズ | D-ジェネレーションX |                          |

- エクストリーム・ルール戦 -Extreme Rules Match-

○サブゥー vs スティービー・リチャーズ●
- ビキニ・ブル・ライディング・コンテスト -Bikini Bull Riding Contest-

決勝戦
○ミシェル・マクール vs ビクトリア●
| ディーヴァ         | 秒数 |
| ミシェル・マクール | 12秒 |
| ビクトリア         | 7秒  |

- WWE王座戦 -WWE Championship-

●エッジ（w/ リタ）（c） vs ジョン・シナ○
(エッジの反則負けのため王座移動は無し)

### 37回
| No.                                        | 結果                                          | 試合形式                                                   |
| ------------------------------------------ | --------------------------------------------- | ---------------------------------------------------------- |
| 1                                          | ○Chelsea Green vs. Michin●                    | 初代女子US王座決定戦                                       |
| 2                                          | ○Liv Morgan (c) vs. Iyo Sky●                  | 女子世界選手権                                             |
| 3                                          | ○Gunther (c) vs. Finn Bálor vs. Damian Priest | Triple threat match for the World Heavyweight Championship |
| 4                                          | Sami Zayn vs. Drew McIntyre                   | Singles match                                              |
| 5                                          | ○Cody Rhodes (c) vs. Kevin Owens              | 統一WWE選手権                                              |
| - (c) – 試合開始時点でのチャンピオンを指す |                                               |                                                            |